# Questron
Questron est un jeu vidéo de rôle créé par Charles Dougherty et Gerald Wieczorek et publié par Strategic Simulations en 1984 sur Apple II, Atari 8-bit et Commodore 64. Il est le premier jeu vidéo de rôle publié par Strategic Simulations. Le jeu se déroule dans un univers médiéval-fantastique et prend place dans trois donjons rendus en fil de fer. Il se distingue des autres jeux du genre grâces à des mécanismes de jeux prometteurs comme des mini-jeux  d’action, qui permettent d’améliorer les caractéristiques des personnages, ou des casinos dans lesquels le joueur peut parier de l’or. Il est également l’un des premiers jeux de rôle dans lequel certains monstres ne peuvent être tués qu’avec des armes spéciales. Avant de le publier, SSI doit faire face à une accusation de plagiat de la part d’Origin Systems, les créateurs d’Ultima. Avant la présentation du jeu à l’éditeur, Charles Dougherty et Gerald Wieczorek se voient en effet accusé d’avoir créé un jeu trop proche d’Ultima et lors du Consumer Electronics Show de 1984, Origin Systems contacte Joel Billings, le président de SSI, et accuse les développeurs d’avoir copié leur concept. SSI ne peut cependant pas annuler sa sortie car le jeu et son packaging sont terminés et que sa publication est imminente. Joel Billings se rend donc à Tahoe pour négocier une redevance afin que les développeurs d’Ultima l’autorisent à le publier. Après une longue réunion, il accepte de céder un pourcentage  sur les ventes du jeu à Origin. À sa sortie, il est bien accueilli par les critiques et l’accord passé avec Origins se révèle profitable car il rencontre un certain succès commercial avec environ 35 000 exemplaires vendus. Pour SSI, ce succès ouvre la voie à de nouveaux jeux de rôles, dont notamment Phantasie et Wizard's Crown, qui seront plus tard à la base du système utilisé pour les jeux basés sur la licence Donjons et Dragons.
Un des créateurs du jeu, Charles Dougherty, développe ensuite un nouveau jeu de rôle sur ordinateur basé sur un moteur de jeu quasiment identique et baptisé Legacy of the Ancients. Celui-ci est publié en 1987 et partage de nombreux points communs avec Questron. En parallèle, SSI, qui détient les droits sur la franchise, décide d’en publier une suite. Le développement de celle-ci est confié à Westwood Associates et le jeu, baptisé Questron II, sort en 1988. 

## Trame
Questron se déroule dans un univers médiéval-fantastique. Le joueur y incarne un modeste serf vivant à la périphérie de la cité de Geraldtown. Bien qu’il ait déjà entendu parler d’autres villages, d’avants poste, de cathédrales et de cachots parfois peuplés d’horrible monstres, il ne s’est jamais aventuré loin de sa cité. Au début du jeu, des rumeurs courent au sujet d’un château défendu par une armée de gardes, d’un trésor et d’un puissant sorcier connu sous le nom de Mesron. Ces rumeurs disent également qu’un être diabolique, Mantor, s’est échappé de ce château et s’est enfui dans un autre monde avant d’en revenir avec un livre doté d’une puissante magie. Depuis son royaume, il utilise les sorts du livre pour commander une armée démoniaque qui ravage le monde de Questron. Les rumeurs disent enfin qu’un serf s’élèvera de ses conditions modestes et détruira Mantor lors d’un combat épique. Ayant pris connaissance de ces rumeurs, le personnage qu’incarne le joueur décide de vendre son bœuf pour 57 pièces d’or et, équipé d’une armure en cuir et de trois mois de provision, il se dirige vers Geraldtown afin d’y acquérir une arme et de commencer sa quête.

## Système de jeu
Questron est un jeu vidéo de rôle médiéval-fantastique qui prend place dans trois donjons rendus en fil de fer. Il se distingue des autres jeux du genre grâces à des mécanismes de jeux prometteurs comme des mini-jeux d’action, qui permettent d’améliorer les caractéristiques des personnages, ou des casinos dans lesquels le joueur peut parier de l’or. Il est également l’un des premiers jeux de rôle dans lequel certains monstres ne peuvent être tués qu’avec des armes spéciales.
Le jeu débute avec une phase de création de personnage, qui se résume à lui donner un nom. Tous les personnages commencent en effet l’aventure avec 15 points dans chacun de leurs attributs, comme la force, l’endurance, la dextérité, l’intelligence et le charisme. En fonction de ses actions au cours du jeu, le nombre de point associés à chaque caractéristique peut augmenter ou, au contraire, diminuer. Un personnage peut être sauvegardé à tout moment.
Le joueur débute l’aventure dans la section « en plein air » du jeu. Dans cette dernière, l’écran affiche une carte de la région, avec la cité de Geraldtown en son centre, sur laquelle le joueur dirige son personnage à l’aide du clavier ou d’un joystick,. Sur la gauche de l’écran apparait une liste de commandes qui permet par exemple de mettre une armure ou de s’équiper d’une arme. Juste en dessous de cette liste apparait une autre liste, plus courte, qui indique la quantité de points de vie, d’or, de nourriture et de temps dont le personnage dispose. Enfin, en bas de l’écran est indiqué l’action actuellement en cours. Une des commandes permet d’accéder à un autre écran qui détaille les attributs et l’inventaire du personnage, qui peut être amené à contenir des armes, des armures et des sortilèges. Les déplacements du personnage se font généralement à pied, mais il est ensuite possible d’acheter une monture comme un cheval ou un lama, qui a l’avantage de mieux résister à l’altitude. Un voilier permet également de traverser les lacs du continent, et une frégate permet de rejoindre le continent où se trouve le sorcier Mantor. Il est enfin possible d’acquérir un aigle qui permet de se déplacer facilement sur toute la surface du monde de Questron. Sur la carte apparait plusieurs types de terrains qui diffèrent par leur aspect et par le type de créatures que le joueur peut y rencontrer. Lorsque le joueur combat un ennemi, le résultat dépend de ses attributs (la force, l’endurance et l’agilité), de l’arme et de l’armure dont il est équipé et des forces et des faiblesses de la créature qu’il affronte. Pendant le combat, une barre de statut s’affiche en bas de l’écran. Plus de cent types de créatures peuplent le monde de Questron, chacune avec une apparence et des réactions propres. Chaque créature est également plus ou moins sensible au type d’arme utilisé pour les combattre.
En explorant le monde du jeu, le joueur découvrir des cités, des cathédrales et des châteaux. Ces derniers sont initialement identifiés comme des cases spéciales sur la carte. Lorsque le joueur s’y rend, le jeu lui propose d’y entrer et, s’il accepte, l’échelle de la carte change pour lui permettre de visualiser la zone. Dans ces zones, le joueur peut discuter avec des marchands, des fermiers et d’autres personnages, ces discussions pouvant l’aider dans sa quête,. Il est parfois possible de leur acheter de la nourriture ou des objets, ou de gagner de l’argent en jouant à un jeu de hasard comme la roulette ou le blackjack. 
Le joueur peut enfin se rendre dans un des trois donjons du jeu, qu’il doit conquérir avant de pouvoir affronter Mantor. Ces donjons doivent être explorés dans un ordre précis. Ils sont fermés à clé et il faut récupérer une clé de fer, une clé de bronze et une clé d’or pour y pénétrer. Les deux premiers donjons sont constitués de huit niveaux et le troisième de seize niveaux. Ces donjons s’affiche en trois dimensions avec un rendu en fil de fer,. L’écran affiche alors les murs, les plafonds, les portes et les escaliers du donjon et le joueur peu voir les créatures ennemies approchées de loin et donc leur tirer dessus avant qu’elles ne soient au corps-à-corps.

## Développement
Questron est le premier jeu vidéo de rôle publié par Strategic Simulations. Il est conçu et programmé par deux développeurs indépendants, Charles Dougherty et Gerald Wieczorek, qui après l'avoir terminé,  le proposent à Strategic Simulation qui accepte de l'éditer. Le publier se révèle cependant plus compliqué que prévu car le studio doit d'abord faire face à une accusation de plagiat de la part d’Origin Systems, les créateurs d’Ultima. Avant la présentation du jeu à l’éditeur, Charles Dougherty et Gerald Wieczorek se voit en effet accusé d’avoir créé un jeu trop proche d’Ultima et lors du Consumer Electronics Show de 1984, Origin Systems contact Joel Billings, le président de Strategic Simulation, et accuse les développeurs d’avoir copié leur concept. Le studio ne peut cependant pas annuler sa sortie, car le jeu et son packaging sont terminés et que sa publication est imminente. Joel Billings se rend donc à Tahoe pour négocier une redevance afin que les développeurs d’Ultima l’autorisent à le publier. Après une longue réunion, il accepte de céder un pourcentage  sur les ventes du jeu à Origin.
Le jeu est finalement publié en 1984 sur Apple II, Commodore 64 et Atari 8-bit,.

## Accueil
À sa sortie en 1984, Questron est bien accueilli par la presse spécialisée. Il fait d'abord l’objet d’une critique très positive du journaliste James McPherson dans Computer Gaming World. Celui-ci juge qu’il est l’un des rares jeux auxquels il a joué dans lequel aller jusqu’à la fin « en vaut la peine ». Il estime en effet que celle-ci « ne l’a pas déçu » et est « digne d’un roi ». Plus globalement, il juge le jeu « agréable » et note qu’il se démarque suffisamment d'Ultima pour être « rafraichissant ». Questron est également salué par Rick Teverbaugh dans le magazine Electronic Games qui estime que le jeu possède tellement de qualité qu’il est difficile de lui trouver des défauts. Son seul regret concerne la tendance de son personnage à souvent mourir de faim, jusqu’à ce qu’il comprenne qu’il est important de s’approvisionner en nourriture aussi souvent que possible. Il considère ainsi Questron comme l’un des meilleurs jeux du genre, que ce soit dans le domaine de l’aventure textuel ou graphique. James Delson du magazine Family Computing est au contraire déçu par le premier jeu de rôle de Strategic Simulations auquel il reproche notamment d’être trop similaire à Ultima. Il considère en effet que si Questron n’est pas un mauvais jeu, il existe des jeux similaires et plus réussis comme Ultima, Wizardry ou Temple of Apshai et conseille donc aux joueurs d’attendre les prochains volets de ces séries plutôt que d’acheter Questron. Pour le journaliste de Tilt, le jeu est au contraire digne d’être comparé à Wizardry. D’après lui, le jeu bénéficie en effet d'un graphisme particulièrement soigné qui rappelle ceux d’Ultima II et d’Ultima III, avec néanmoins plus de nuances et des couleurs et paysages plus travaillés et plus variés. Il juge également que son interface est bien pensée et ne nécessite pas de se reporter à la notice en permanence, ce qui permet à la partie de se dérouler plus agréablement. Il conclut donc qu’il n’y a pas à hésiter avant d’acheter le jeu.
Bénéficiant de ce succès critique et de l’absence de nouveaux titres dans les séries Ultima et Wizardry en 1984, Questron rencontre un succès inattendu. Il connait en effet le meilleur démarrage d’un jeu Strategic Simulations et se vend au total à plus de 35 000 exemplaires, soit bien mieux que la plupart des précédents jeux du studio. L’accord passé avec Origins se révèle ainsi très profitable.

## Postérité
Après la sortie de Questron, Strategic Simulations peine à capitaliser sur son succès et a en développer une suite. Le contrat qui lie les frères Dougherty au studio leur donne en effet le droit de créer une suite et de la proposer à d’autres éditeurs mais stipule qu’ils doivent alors donner à Strategic Simulations une chance de surenchérir sur l’offre des leurs concurrents avant de signer un éventuel contrat. Les Dougherty n’ont cependant pas compris cette nuance, ou on choisit de l’ignorer, et ils signent un contrat avec Electronic Arts pour la création d'un deuxième volet. Lorsqu’ils annoncent la nouvelle à Joel Billings, celui-ci décide donc d’attaquer en justice Electronic Arts afin de faire valoir ses droits. La suite potentiel de Questron est alors mis en suspens jusqu’au jugement, en avril 1987, qui statue en faveur de Strategic Simulations. Peu après, la suite développée par les Dougherty est publié par Electronic Arts mais sous un nouveau titre, Legacy of the Ancients. En parallèle, ils se voient contraint de concevoir, mais pas de programmer, une autre suite pour le compte de Strategic Simulations. Son développement est alors confié à  Westwood Associates, qui réalise à l’époque de nombreux portage pour le compte de Strategic Simulations. Questron II est finalement publié en février 1988 et malgré son côté « peu inspiré », dû aux circonstances de sa conception, il connait un certain succès et se vend même mieux que le premier volet,.
Le succès inattendu de Questron pousse Strategic Simulation à persévérer dans le domaine du jeu vidéo de rôle avec notamment Gemstone Warrior en décembre 1984 puis Phantasie en mars 1985, qui deviennent les premiers jeux du studio à dépasser la barre des 50 000 exemplaires vendus, et bientôt Strategic Simulation publie autant de jeux de rôle que de wargames. Le succès de Questron ouvre ainsi la voie à toute une série de jeux de rôle, dont notamment Wizard's Crown, qui sera plus tard à la base du moteur de jeu de la série Gold Box, basée sur la licence Donjons et Dragons,.